# Pedro López de Ayala el Sordo

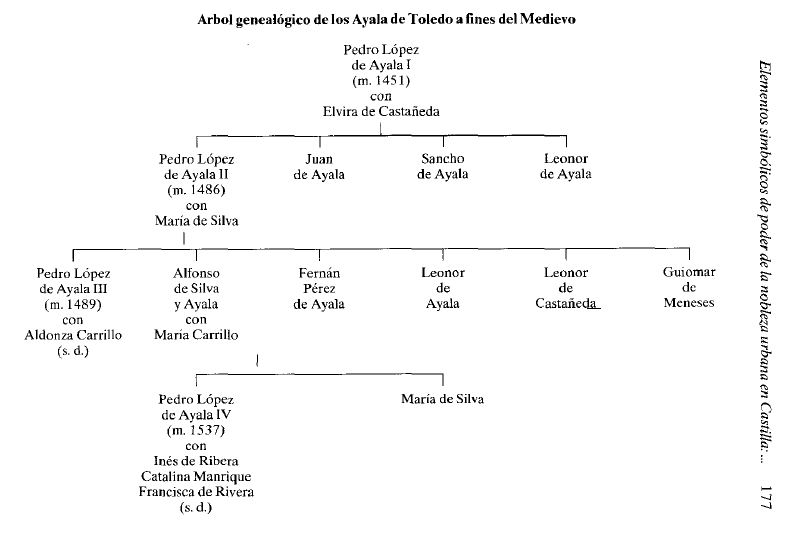
Árbol genealógico de los Ayala en Toledo

Pedro López de Ayala (muerto después del 22 de febrero de 1486) fue un noble castellano, hijo de Pedro López de Ayala el Tuerto y de Elvira de Castañeda.
Fue señor y luego conde de Fuensalida, aposentador mayor del rey Juan II, alférez mayor del pendón de la Orden de la Banda, alcalde mayor de Toledo y alcaide de dicha ciudad y de sus alcázares, puertas y puentes.

## Biografía

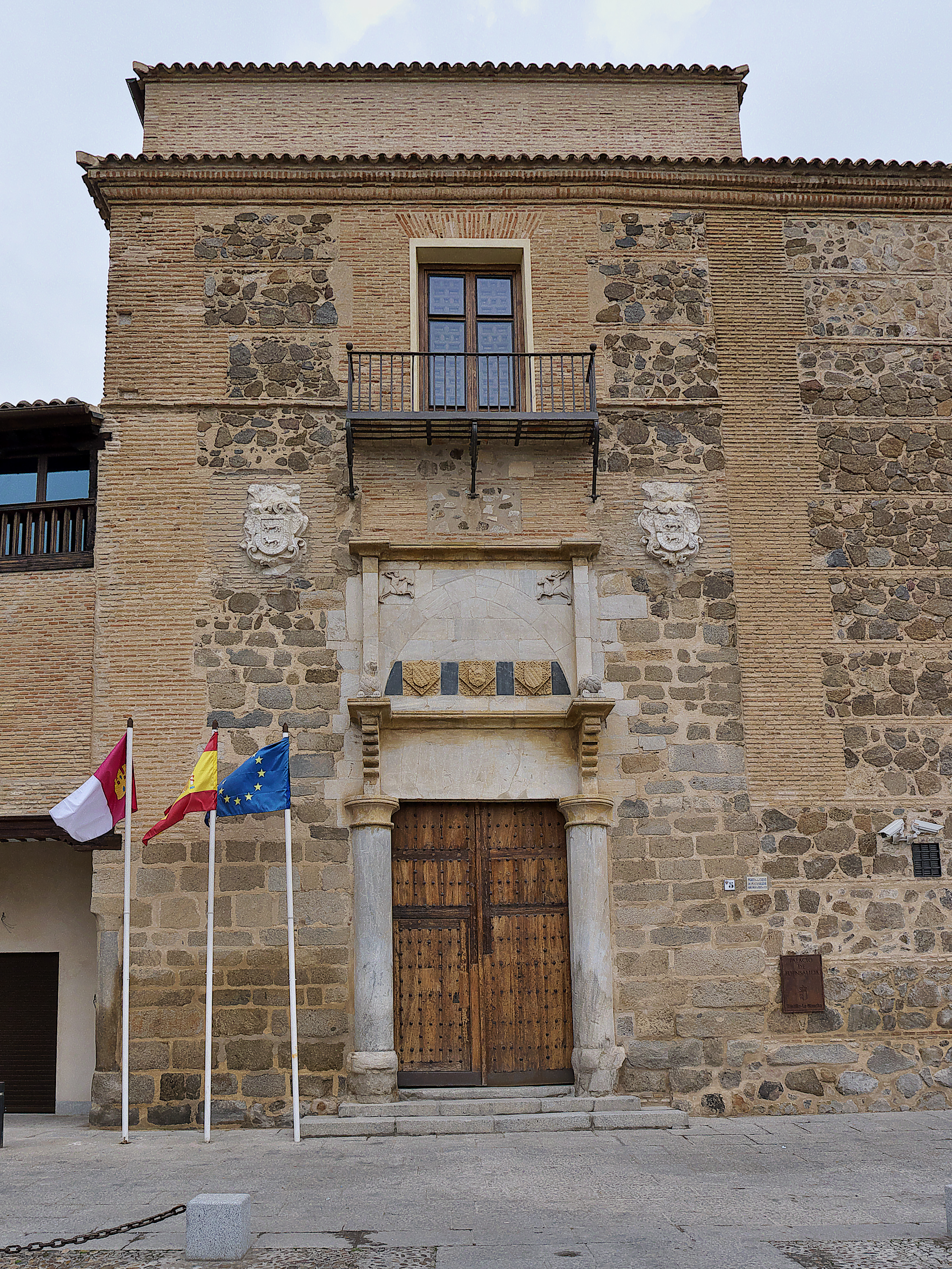
Palacio de Fuensalida. Toledo

El 20 de noviembre de 1470, Enrique IV de Castilla en agradecimiento al apoyo prestado le otorga la denominación de Villa a Fuensalida, la posesión de la misma, y para él y sus sucesores, el título de conde de Fuensalida, lo que le convierte en el primer conde de Fuensalida, sucediéndole su hijo Pedro López de Ayala y Silva.
Mando edificar a comienzos del siglo XV, el Palacio de Fuensalida, situado en Toledo, actual sede de la Presidencia de Castilla-La Mancha.

## Matrimonio y descendencia
Contrajo matrimonio alrededor de 1430 con María de Silva (m. 8 de septiembre de 1470), hija de Alonso Tenorio, adelantado de Cazorla, notario mayor del reino de Toledo y progenitor de los condes de Cifuentes, y de Guiomar de Meneses. Fueron padres de cinco hijos:
- Pedro López de Ayala (m. 1489). Fue II conde de Fuensalida y señor de Guadamur, Huecas y otras muchas villas. Contrajo matrimonio en 1446 con Aldonza Carrillo, hija de Juan Carrillo, señor de Cuerva y adelantado de Cazorla, y de Teresa de Guevara.[7][6]
- Alfonso de Silva (m 1472). Contrajo matrimonio en 1469 con María Carrillo. Recibió en 1465 la encomienda de Yegros de la Orden de Santiago.[6]
- Leonor de Ayala, falleció antes que su padre y se casó con el conde de Cifuentes que la repudió poco después.[8]
- Elvira de Castañeda, fue la tercera esposa de Rodrigo Manrique,[9] maestre de la Orden de Santiago.[10]
- Guiomar de Meneses, casada con Jorge Manrique.[10]